# XM501 Non Line of Sight Launch System

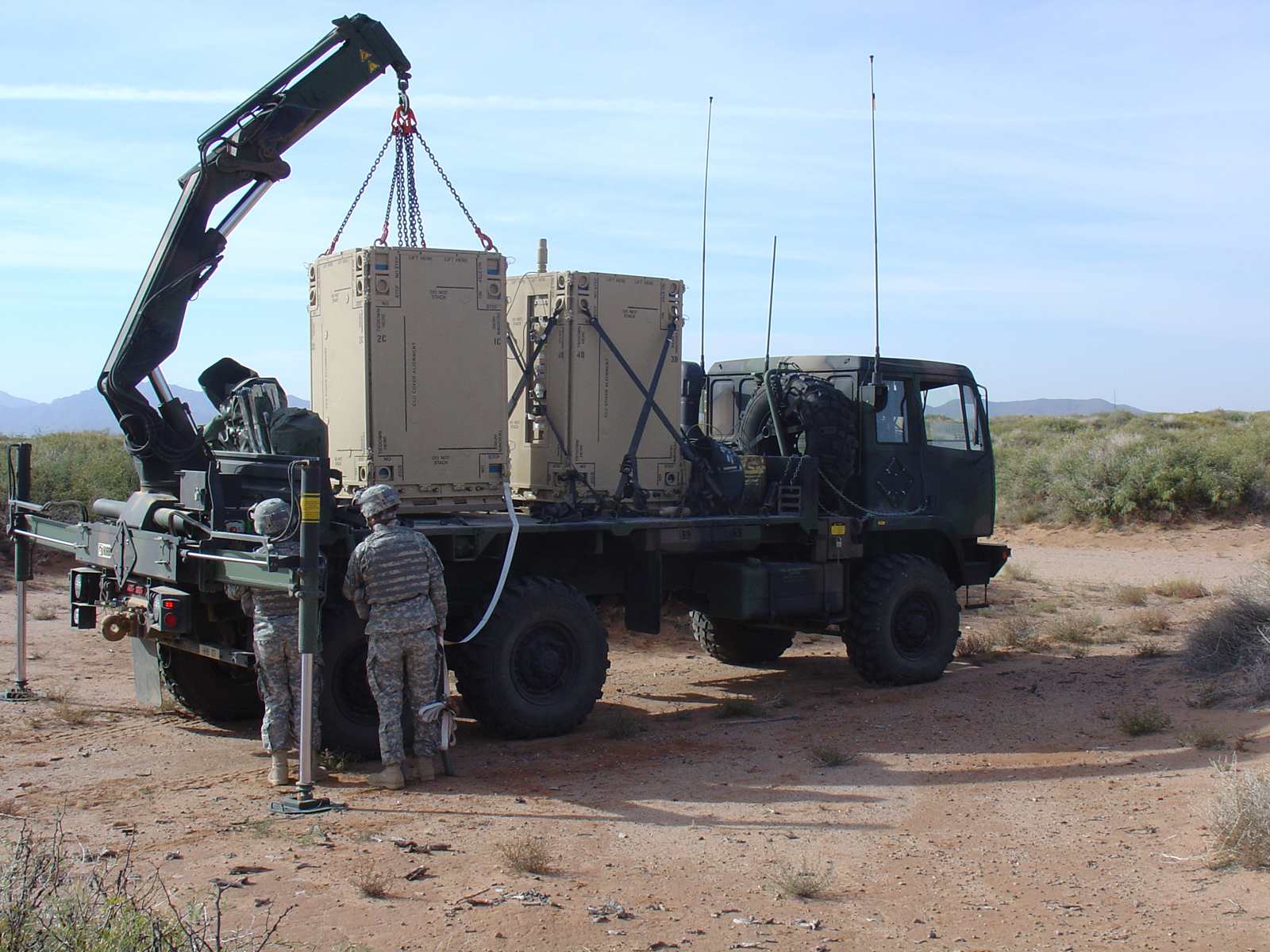
NLOS-LS auf einem LKW

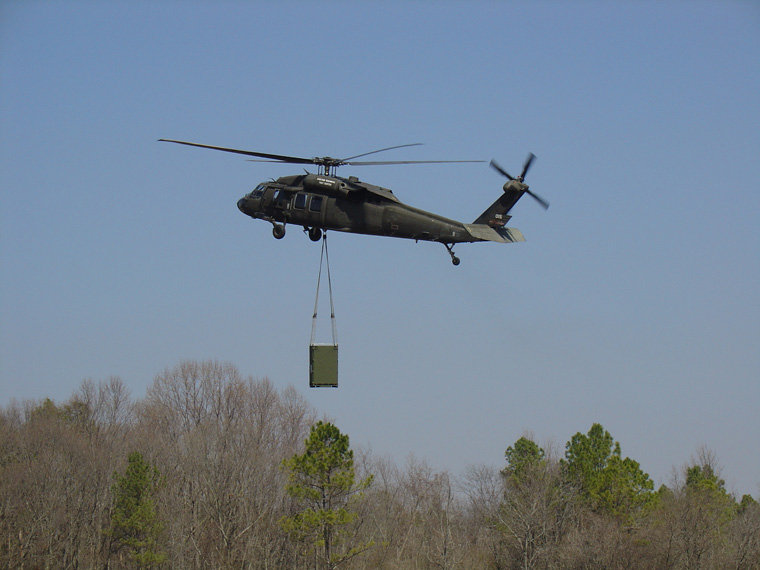
NLOS-LS als Außenlast eines UH-60

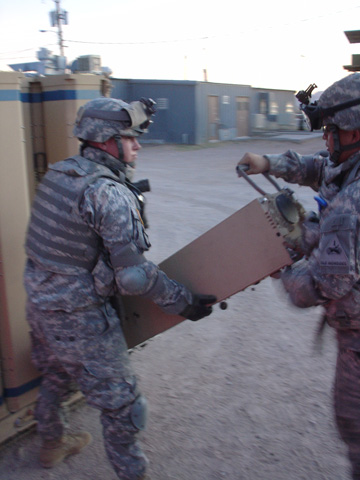
NLOS-LS beim Nachladen. Die leergeschossenen Zellen werden einzeln ausgewechselt.

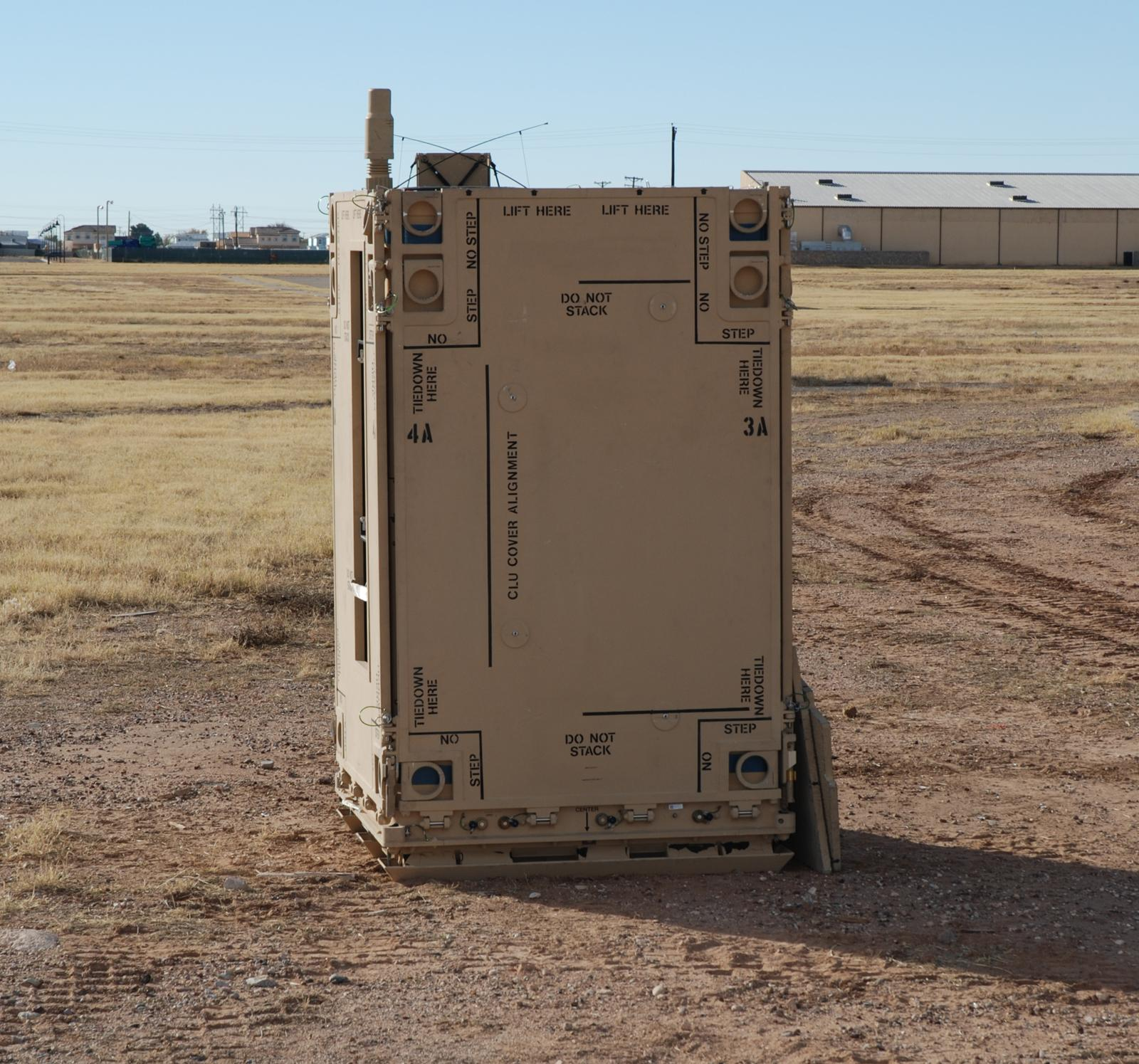
Container Launch Unit

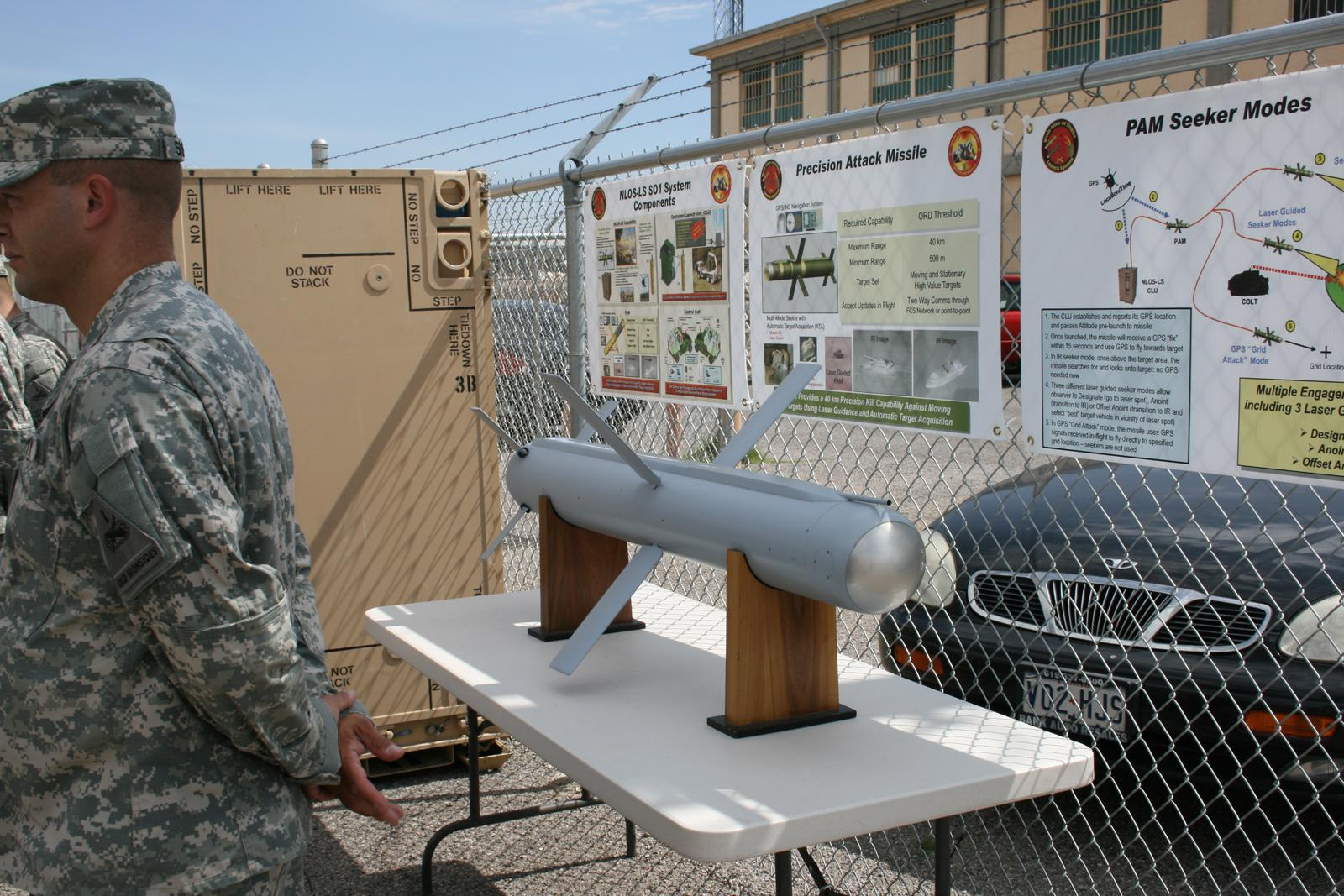
PAM Lenkrakete bei Präsentation

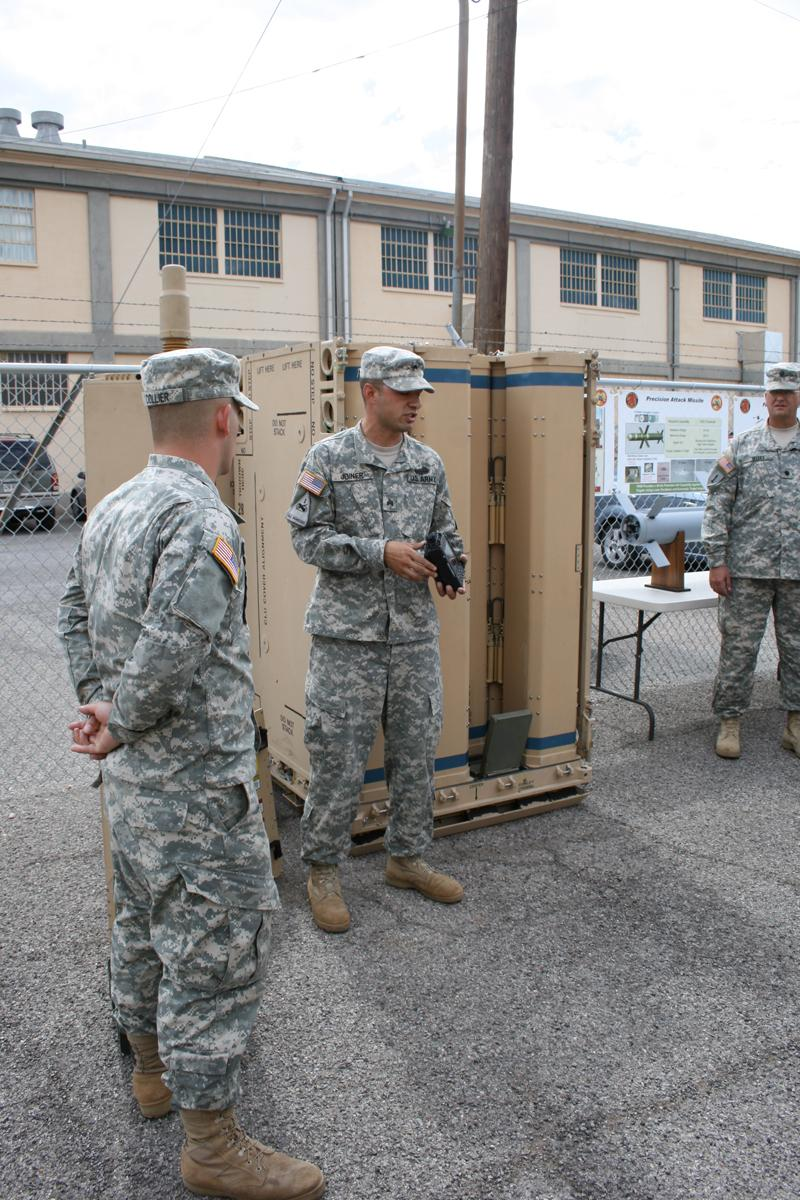
Soldat erläutert seinen Kameraden die Funktion

Das XM501 Non Line of Sight Launch System (NLOS-LS) ist eine Raketenstartbox mit 15 Raketen, die von der Firma NetFires LLC entwickelt wird, einer Kooperation von Lockheed Martin und Raytheon. Das System sollte im inzwischen eingestellten Future Combat System der Army und bei den Littoral Combat Ships der Navy eingesetzt werden. Jede Container Launch Unit besteht aus 15 Lenkraketen und einem Datenlink. Es besteht die Möglichkeit mehrere Container zusammenzubinden. Die Waffen werden ferngesteuert über das Netzwerk gestartet und sind rund zwei Meter hoch. Das gesamte System kann auf allem transportiert werden, was größer als ein Pick-up ist oder als Außenlast von Helikoptern vom Typ UH-60 oder stärkeren Modellen. Ursprünglich für das Future-Combat-Systems-Programms entwickelt, wurde es dann in das Nachfolgeprogramm Brigade Combat Team Modernisation überführt. Die Entwicklung wurde im Mai 2010 eingestellt.

## Container Launch Unit
Die CLU kann auf Schiffen, Fahrzeugen oder einfach in der Landschaft stehen. Der Abschussbefehl und die Zielkoordinaten kommen via Netzwerk.
- Kapazität: 15 Lenkwaffen in Startschächten
- Gewicht: ~1.428 kg
- Kann die eigene Position autonom bestimmen
- Autonomer Raketenstart
- Akku-Betriebszeit: 72 Stunden

### Lenkraketen
Ursprünglich sollten zwei Raketen zum Einsatz kommen, die Precision Attack Munition (PAM) und die Loitering Attack Munition (LAM). Die LAM sollte von Lockheed Martin Missiles and Fire Control entwickelt werden, wurde aber wegen schlechter Leistungen und explodierender Kosten gestoppt.

### Precision Attack Munition (PAM)

#### Überblick
Die PAM sollte Fahrzeuge, Panzer, Bunker und andere Bodenziele mit ihrem Mehrzweckgefechtskopf angreifen. Sie besitzt drei Operationsmodi: Flug zu einer GPS-Position, Laserlenkung (erfordert Zielbeleuchtung durch andere Einheiten) und selbstzielsuchend mit Infrarot-Sucher. Dafür hat die Rakete eine Bildbibliothek, um mögliche Ziele zu identifizieren. Die Rakete kann auch Wegpunkte abfliegen, um bei einem Angriff Flugabwehrstellungen zu umfliegen.

#### Daten
- Gewicht: ca. 60 kg
- Durchmesser: ca. 18 cm
- Lenkung: GPS/INS, Bildgebendes Infrarot, halbaktive Laserlenkung
- Datenlink: in-flight updates, Wiederaufschaltung, Zielbilder
- Antrieb: Raketenmotor mit variablem Schub
- Reichweite: 40 Kilometer

### Loitering Attack Munition (LAM)

#### Überblick
Sollte zum Zielgebiet fliegen und kreisen (loitern) und dabei automatisch Ziele entdecken und melden oder angreifen (Loitering Weapon).

#### Daten
- Gewicht: ca. 60 kg
- Durchmesser: ca. 19 cm
- Lenkung: GPS/INS, Laserradar (LADAR) mit automatischer Zielerkennung
- Datenlink: in-flight updates, Wiederaufschaltung, Zielbilder
- Antrieb: Turbojet
- Reichweite: 70 Kilometer mit 30 Minuten Wartezeit im Kreisflug

## Programmstatus
- November 2002 – erster Flug der Precision Attack Missile
- Dezember 2005 – erfolgreicher Loitering Attack Missile Boost Test Vehicle (BTV) Flugtest bei der Eglin Air Force Base, FL
- April 2007 – Erfolgreicher Testschuss von einer Precision Attack Missile aus einer CLU in der White Sands Missile Range
- Juni 2007 – Erfolgreicher Testschuss einer Precision Attack Missile gegen einen Bunker
- Ende 2008 – Beginn der Produktion von einsatzfähigen Systemen zu Erprobungszwecken in kleiner Stückzahl
- April 2010 – meldete die Militärzeitschrift „Jane's“, dass hochrangige Vertreter des US-Heeres das Verteidigungsministerium zum Abbruch des Projekts aufgefordert hätten. Gründe seien schlechte Ergebnisse bei Tests der neuen Waffe sowie die hohen Kosten.
- Mai 2010 – Entwicklungsstop
- Januar 2011 – Formale Einstellung des Programs